# Gregor Jerončić
Gregor Jerončič (Sempeter pri Gorici, 23 giugno 1974) è un ex pallavolista sloveno naturalizzato italiano.